# 许征帆
许征帆（1927年—2022年12月28日），别名许乃妙、许初航，男，汉族，福建金门人，中国马克思主义理论家，曾任中国人民大学教授、博士生导师。